# Wazn
Wazn o Wezn (β Columbae / β Col / HD 39425) es la segunda estrella más brillante de la constelación de Columba, después de Phact (α Columbae), con magnitud aparente +3,12. Su nombre tiene el mismo origen que el de Wezen (δ Canis Majoris) y proviene árabe وزن wazn, cuyo significado es «peso». La diferente grafía de uno y otro nombre sirve para diferenciar las dos estrellas.
A 86 años luz del sistema solar, Wazn es una estrella gigante naranja de tipo espectral K2III con una temperatura superficial de 4535 K. Dentro de las gigantes naranjas es una de las menos luminosas, con una luminosidad de «sólo» 53 soles y un radio 12 veces más grande que el radio solar. Sus características físicas son similares a Pólux (β Geminorum), aunque se encuentra casi al triple de distancia que esta. 
Wazn tiene dos características que la diferencian de otras estrellas análogas. En primer lugar, se mueve a 103 km/s en relación con el Sol, unas 6 o 7 veces más deprisa que otras estrellas de nuestro entorno, lo que indica que es una visitante de otra parte de la galaxia. En segundo lugar, a diferencia de otras estrellas procedentes de fuera del fino disco galáctico que poseen una baja metalicidad, la relación entre el contenido de metales y el de hidrógeno en Wazn es un 30 % mayor que en el Sol.